# Aaron (opat z Kolonii)
Aaron (zm. 14 grudnia 1052 w Kolonii) – benedyktyn, opat klasztoru Świętego Marcina w Kolonii.

## Życiorys
Z pochodzenia Szkot, w młodym wieku jako pielgrzym przybył do Kolonii, gdzie osiadł w benedyktyńskim klasztorze Sankt Martin, gdzie w 1042 został opatem. Zmarł w opinii świętości. Jest autorem traktatu z zakresu muzyki, zachowanego w rękopisie w bibliotece jego klasztoru – Tractatus de utilitate cantus vocalis et de modo cantandi atque psallendi. Bywała mu też przypisywana inna praca – De regulis tonorum et symphoniarum.